# Hemei
Hemei (和美鎮S, Héměi ZhènP) è un comune di Taiwan, situato nella provincia di Taiwan e nella contea di Changhua.